# Rosaleda Reinisch y Rocalla Doran
La Rosaleda Reinisch y Rocalla Doran ( en inglés : Reinisch Rose Garden and Doran Rock Garden) es una rosaleda rocalla y jardín botánico que se encuentra en Topeka, Kansas
La rosaleda Reinisch está designada oficialmente para sus exhibiciones por el All-America Rose Selections.

## Localización
El jardín botánico se ubica en el "Gage Park".
Reinisch Rose Garden and Doran Rock Garden 4320 SW 10th Avenue — Topeka, Shawnee county, Kansas United States of America-Estados Unidos.
Planos y vistas satelitales39°3′15.84″N 95°43′50.52″O / 39.0544000, -95.7307000
Los picos de las floraciones para su mejor visita se efectúan de finales de mayo hasta principios de junio, y desde principios hasta mediados de septiembre.

## Historia
La rosaleda se nombra en honor del primer arquitecto del paisaje de la ciudad y horticultor, E.F.A. Reinisch, que sirvió en este puesto desde 1900 a 1929. Reinisch vivió en los terrenos del Gage Park, y su hogar estaba en el área que ahora es el parque zoológico de Topeka. La rosaleda ha seguido siendo igual desde el primer diseño de Reinisch.
Reinisch creó elaborados diseños con sus flores. En un punto, Reinisch alemán de nacimiento hizo un símbolo de la cruz gamada fuera de las flores. Eso era antes de que el símbolo adquiriera una connotación negativa representando a los nazis. La cruz gamada significó originalmente "vida" y "buena suerte". 
Reinisch desarrolló el sistema de parques de la ciudad. Algunos de sus dibujos originales de paisaje todavía están en el departamento de ocio y parques de la ciudad. En 1926, comenzó a planear una rosaleda elaborada y detallada. Incluso le buscó el emplazamiento más idóneo, sin embargo, el proyecto fue retrasado debido a falta de financiación. Pero cuando Reinisch murió en 1929, la comunidad parecía reunirse alrededor de la idea de la rosaleda. Los residentes determinaron hacerla una realidad. 
Los miembros de la asociación "Topeka Horticulture Society" comenzaron a formar los planes para el jardín y a recoger donaciones privadas. Uno de los contribuyentes mayores era el abogado de Topeka T.F. Doran. Doran sirvió como presidente del comité de la rosaleda, según el informe 1930. En reconocimiento de su trabajo, el estanque en el centro del jardín fue nombrado en su honor. También contribuyó una substancial cantidad de dinero para crear una rocalla, que también lleva su nombre, en el Gage Park.
Con las donaciones, la sociedad de horticulura y la ciudad podían traer al arquitecto del paisaje de Chicago Emmett Hill en la colina de Emmett del arquitecto de paisaje de Chicago. Hill trabajó en colaboración con L.R. Quinlan, un jardinero del paisaje graduado por el "Kansas State Agriculture College", para dibujar los planes para la disposición del jardín.
https://web.archive.org/web/20110709024221/http://cjonline.com/stories/061503/our_rosegarden.shtml 

## Colecciones
La rosaleda Reinisch cultiva 400 variedades de rosas con más de 6,500 plantas. Este es uno de los 23 jardines de pruebas para hibridaciones en los Estados Unidos, y designado oficialmente por sus exhibiciones por el All-America Rose Selections. Durante el invierno, los lechos de las rosas se protegen con virutas de madera. El trabajo comienza por el establecimiento de nuevos arbustos al inicio de la primavera. Generalmente, de 800 a 1000 arbustos de rosas se plantan cada año. 
Adyacente se encuentra el "Logan Test Garden", un estanque de agua y la rocalla Doran.